# Coix
Coix L. é um género botânico pertencente à família Poaceae, subfamília Panicoideae, tribo Andropogoneae.
O gênero apresenta aproximadamente 30 espécies.
Ocorrem na África, Ásia, Australásia, Pacífico, América do Norte e América do Sul.
Na classificação taxonômica de Jussieu (1789), Coix é um gênero  botânico,  ordem  Gramineae,  classe Monocotyledones com estames hipogínicos.

## Sinônimos
- Lachryma-jobi Ortega (SUS)
- Lachrymaria Fabr. (SUS)
- Lacryma Medik. (SUS)
- Lithagrostis Gaertn. (SUS)

## Principais espécies
- Coix agrestis Lour.
- Coix aquatica Roxb.
- Coix lacryma-jobi L.
- «PPP-Index Lista completa»

## Classificação do gênero
| Sistema | Classificação                    | Referência               |
| ------- | -------------------------------- | ------------------------ |
| Linné   | Classe Monoecia, ordem Triandria | Species plantarum (1753) |